# Pełzaki szaleją
Pełzaki szaleją (ang. Rugrats Go Wild, 2003) – amerykański pełnometrażowy film animowany, wyprodukowany przez Nickelodeon. Jest to crossover kreskówek Pełzaki i Dzikiej rodzinki. Film został wydany w wersji lektorskiej oraz z dubbingiem.

## Fabuła
Kiedy przebywające wraz z rodzicami na wakacjach Pełzaki zostają wyrzucone na brzeg bezludnej wyspy, Tommy Pickles doskonale wie, że jest tylko jedna osoba, która może ich uratować – sir Nigel Thornberry, podróżnik i dokumentalista. Tyle tylko, że uderzenie w głowę spowodowało, że nagle Nigel zaczął zachowywać się jak trzyletni dzieciak, a nie jak dorosły, poważny mężczyzna. Na szczęście maluchy mają po swojej stronie Elizę, która dzięki swoim umiejętnościom rozmawiania ze zwierzętami, może porozumieć się nawet z psem Spikiem.

## Wersja polska
Opracowanie wersji polskiej: na zlecenie Canalu+ − Start International Polska

Reżyseria: Marek Robaczewski

Dialogi polskie: Joanna Serafińska

Dźwięk i montaż: Michał Skarżyński

Kierownictwo produkcji: Paweł Araszkiewicz

Teksty piosenek: Marek Robaczewski

Udział wzięli:
- Anna Sroka − Tommy
- Anna Sztejner − Chuckie
- Beata Wyrąbkiewicz − Angelica
- Joanna Jabłczyńska − Eliza
- Jacek Bończyk − Darwin
- Joanna Węgrzynowska − Debby
- Jarosław Boberek – Nigel
- Ewa Serwa – Marianna
- Izabela Dąbrowska
- Izabella Bukowska
- Agata Kulesza
- aginieszka kunikowska
- cynthia kaszyńska Beata Jankowska
- Magdalena Krylik
- Wojciech Paszkowski
- Janusz Wituch
- mieczysław morański
- Andrzej Chudy
- modest ruciński